# Frankenstein (ballet)
Frankenstein is een hedendaags ballet in drie bedrijven, gebaseerd op de gelijknamige roman van Mary Shelley. Choreograaf Liam Scarlett maakte het stuk voor het Royal Ballet en het San Francisco Ballet. Lowell Liebermann componeerde de muziek. John Macfarlane ontwierp de kostuums en sets. Het ballet ging in première op 4 mei 2016 in het Royal Opera House te Londen.

## Verhaal
Het ballet is gebaseerd op de gothic novel Frankenstein (1818) van Mary Shelley. Het verhaal speelt zich net als in het boek af in de 18e eeuw.
Het eerste bedrijf begint in Zwitserland, in het huishouden van de familie Frankenstein. Tijdens een zware storm klopt een jong meisje aan voor hulp. Elizabeth, zoals ze heet, groeit samen met Victor Frankenstein op. Jaren later staat Victor op het punt naar de universiteit te gaan in Duitsland, ver weg van zijn familie. Net voor het vertrek verlooft hij zich met Elizabeth. De sfeer slaat om wanneer Victors moeder sterft in het kraambed. Victor is aangedaan. Ook aan de universiteit raakt de man niet over het verlies. Hij legt zich obsessief toe op zijn studies. Met elektriciteit wil hij dode materie tot leven wekken. Uiteindelijk slaagt Victor in die opzet. Hij is echter geschokt door de creatie. Hij laat dit 'monster' achter en keert naar huis terug.
In het tweede bedrijf is Victor weer thuis. Hij vertelt niets over zijn experiment. Elizabeth zoekt toenadering tot Victor, maar ook zij heeft het moeilijk. Victor is veranderd, altijd afwezig en onrustig. Bovendien blijkt het wezen Victor gevolgd te zijn. Het slaat de familie Frankenstein van op een afstand gade. Het verlangt aanvaard en geliefd te worden. Wanneer het Victors notitieboekje vindt, slaakt het een wanhoopskreet: is dit wat ik ben? In een volgende scène zoekt het wezen toenadering tot een geblinddoekte William Frankenstein, Victors jongere broer. Zodra de jongen de blinddoek afneemt, ontspoort de situatie. William wil vluchten. Het monster probeert, gewelddadig, verder te spelen en doodt hem. Een kinderjufrouw krijgt de schuld en wordt verhangen.
Het derde bedrijf beslaat het huwelijk van Victor en Elizabeth. Wanneer men Victors vader vermoord terugvindt, ontstaat er paniek. Brand breekt uit. Elizabeth en Henry, een familievriend, raken afgezonderd en treffen het wezen. Henry gaat het te lijf en het wezen doodt hem. Dan dwingt het Elizabeth om te dansen, zoals met de anderen op het feest. Victor ontdekt hen. In zijn paniek doodt het wezen ook Elizabeth. Victor, die niet nog meer verlies aankan, neemt daarop zijn eigen leven. Het wezen blijft opnieuw alleen achter. Het neemt de dode Victor bij de arm en stapt met zijn schepper de vlammen in.

## Choreografie
Liam Scarlett staat bekend om zijn balletten met expressieve beweging, muzikale responsiviteit en psychologische diepgang. Frankenstein is zijn eerste grote productie. De choreograaf vond dans een geschikt medium voor de eenvoudige verhaallijn van Frankenstein. Vooral het monster heeft een uitgesproken karakter. Aanvankelijk kenmerken manken, kruipen en ineengedoken posities de choreografie. Tegen het derde bedrijf voert het monster klassieke passen uit. De bewegingstaal doet in zelfzekere momenten denken aan antagonisten uit klassieke balletstukken. Bij afwijzing hervalt het monster echter in de schijnbaar ongecontroleerde en gebroken beweging. 
De meest klassieke passages zijn de pas de deux tussen Victor en Elizabeth en de wals voor hun trouwerij aan het begin van het derde bedrijf. Om de dramatische inhoud over te brengen, acteren de dansers ook. In tegenstelling tot de gestileerde mime uit klassiek ballet is het acteerwerk in Frankenstein mimetisch.

## Muziek
Amerikaans componist Lowell Liebermann schreef de muziek voor het stuk. Liebermann en Liam Scarlett werkten eerder al samen. In 2009 maakten ze Gargoyles bij het New York City Ballet. In 2012 leverde de componist een pianoconcerto voor Viscera, een productie van Scarlett voor het Miami City Ballet. Liebermann ontving strikte eisen met betrekking tot de timing van de muziek voor Frankenstein. Hij wou dansbare muziek aanreiken die aansluit bij de tijdsperiode waarin het verhaal zich afspeelt. De compositie werd door critici goed ontvangen.

## Kostuums en decor
Schots vormgever John Macfarlane verzorgde het ontwerp voor Frankenstein. Hij had diezelfde taak al bij drie eerdere balletten van Scarlett. De sets van Frankenstein zijn monochroom, grijzig en kil. De doeken tussen de bedrijven tonen anatomische studies van een schedel. Ze voegen een macaber element toe aan een algemeen gevoel van isolatie. Aan het einde van het stuk wijkt het koud kleurenpallet voor de warme vuurtinten van de uitslaande brand.
Macfarlane benutte projectie en pyrotechniek in zijn ontwerpen. De anatomische tekeningen op de doeken bevatten bewegende beelden. Ook de storm aan het begin van het verhaal wordt geprojecteerd. Wanneer Victor Frankenstein in het anatomisch theater het wezen tot leven wekt, zijn er spectaculaire vonken en flitsen.